# 陈职民
陈职民（1894年—1960年），广东茂名人，中华人民共和国政治人物。
担任中华全国工商联常务委员、贵阳市人民政府副市长。1954年，当选第一届全国人民代表大会代表。